# Списак начелника и градоначелника у Републици Српској
У списку који слиједи наведени су начелници и градоначелници јединица локалне самоуправе у Републици Српској. Општи избори у СР Босни и Херцеговини 1990. су одржани 18. новембра. Док је 2. децембра одржан други круг избора за посланике у Вијеће општина. На првим вишестраначким изборима уведена је функција предсједник извршног одбора општине или града. Општине које су почетком 1992. године постале дио Републике Српске у цјелости, задржале су постојеће руководство, док је у осталим општинама изабрано ново.
Након потписивања Дејтонског споразума, уведена је функција начелник и градоначелник, која је замијенила функције предсједника општина и града, које су постојале за вријеме Одбрамбено отаџбинског рата.

## Градови

### Бања Лука
Тренутни градоначелник је Драшко Станивуковић.

### Бијељина
Тренутни градоначелник је Љубиша Петровић.

### Добој
Тренутни градоначелник је Борис Јеринић.

### Зворник
Тренутни градоначелник је Зоран Стевановић.

### Источно Сарајево
Тренутни градоначелник је Љубиша Ћосић.
      Српска демократска странка
      Партија демократског прогреса
| Ред                                                                | Градоначелник                              | Градоначелник                              | Градоначелник     | Почетак           | Крај             | Странка                           | Напомена |
| ------------------------------------------------------------------ | ------------------------------------------ | ------------------------------------------ | ----------------- | ----------------- | ---------------- | --------------------------------- | --- |
| Градоначелници Српског Сарајева, (од 2005) Источног Сарајева 1993– |                                            |                                            |                   |                   |                  |                                   | |
| 1                                                                  |                                            |                                            | Трифко Радић      | 7. октобар 1993.  | 1997.            | Српска демократска странка        | 7. октобра 1993. године Скупштина Републике Српске је усвојила далекосежне планове за српско Сарајево, чиме је формално конституисан нови град. Град Српско Сарајево, је конституисан на Палама, уз присуство Предсједника скупштина и извршних одбора српских општина Хаџићи, Илиџа, Вогошћа, Рајловац, Илијаш, Пале, Центар, Стари Град и Ново Сарајево. |
| 1                                                                  |                                            |                                            | Трифко Радић      |                   |                  | Српска демократска странка        | 7. октобра 1993. године Скупштина Републике Српске је усвојила далекосежне планове за српско Сарајево, чиме је формално конституисан нови град. Град Српско Сарајево, је конституисан на Палама, уз присуство Предсједника скупштина и извршних одбора српских општина Хаџићи, Илиџа, Вогошћа, Рајловац, Илијаш, Пале, Центар, Стари Град и Ново Сарајево. |
| 2                                                                  | Мирко Шаровић                              |                                            | Мирко Шаровић     | 1997.             | 1999.            | Српска демократска странка        | 1997. су одржани први локални избори на територији Републике Српске. Градоначелник се није бирао директним путем. Прије истека мандата, Мирко Шаровић је постао предсједник Републике Српске. |
| 2                                                                  | Мирко Шаровић                              | Локални избори у Босни и Херцеговини 1997. | Мирко Шаровић     |                   |                  | Српска демократска странка        | 1997. су одржани први локални избори на територији Републике Српске. Градоначелник се није бирао директним путем. Прије истека мандата, Мирко Шаровић је постао предсједник Републике Српске. |
| 3                                                                  |                                            |                                            |                   | 1999.             | 2000.            | Српска демократска странка        | Замјеник градоначелника је преузео функцију вршиоца дужности градоначелника. |
| 3                                                                  | Вршилац дужности                           |                                            |                   |                   |                  | Српска демократска странка        | Замјеник градоначелника је преузео функцију вршиоца дужности градоначелника. |
| 4                                                                  | Предраг Ласица                             |                                            | Предраг Ласица    | 2000.             | 25. јун 2003.    | Српска демократска странка        | Градоначелник Српског Сарајева је изненада преминуо 25. јуна 2003. године, годину дана прије истека мандата. |
| 4                                                                  | Предраг Ласица                             | Локални избори у Босни и Херцеговини 2000. | Предраг Ласица    |                   |                  | Српска демократска странка        | Градоначелник Српског Сарајева је изненада преминуо 25. јуна 2003. године, годину дана прије истека мандата. |
| 5                                                                  |                                            |                                            | Миливоје Гутаљ    | 2003              | 2005             | Српска демократска странка        | На функцији градоначелника је био пола мандата. |
| 5                                                                  |                                            |                                            | Миливоје Гутаљ    |                   |                  | Српска демократска странка        | На функцији градоначелника је био пола мандата. |
| 6                                                                  |                                            |                                            | Радомир Кезуновић | 2005.             | 2009.            | Српска демократска странка        | Први градоначелник, након промјене назива града у Источно Сарајево. |
| 6                                                                  |                                            |                                            | Радомир Кезуновић |                   |                  | Српска демократска странка        | Први градоначелник, након промјене назива града у Источно Сарајево. |
| 7                                                                  |                                            |                                            | Винко Радовановић | 24. фебруар 2009. | 11. март 2013.   | Партија демократског прогреса     | Једини градоначелник који до тада није био из реда Српске демократске странке. |
| 7                                                                  |                                            |                                            | Винко Радовановић |                   |                  | Партија демократског прогреса     | Једини градоначелник који до тада није био из реда Српске демократске странке. |
| 8                                                                  |                                            |                                            | Ненад Самарџија   | 11. март 2013.    | 9. март 2017.    | Српска демократска странка        | Градоначелник Источног Сарајева Ненад Самарџија добитник је престижне награде "Капетан Миша Анастасијевић" за најуспјешнију локалну самоуправу у региону. |
| 8                                                                  |                                            |                                            | Ненад Самарџија   |                   |                  | Српска демократска странка        | Градоначелник Источног Сарајева Ненад Самарџија добитник је престижне награде "Капетан Миша Анастасијевић" за најуспјешнију локалну самоуправу у региону. |
| 9                                                                  |                                            |                                            | Ненад Вуковић     | 9. март 2017.     | 4. фебруар 2021. | Партија демократског прогреса     | Мандат обиљежен организацијом Олимпијаде младих у зимским спортовима 2019. |
| 9                                                                  |                                            |                                            | Ненад Вуковић     |                   |                  | Партија демократског прогреса     | Мандат обиљежен организацијом Олимпијаде младих у зимским спортовима 2019. |
| 10                                                                 |                                            |                                            | Љубиша Ћосић      | 4. фебруар 2021.  |                  | Савез независних социјалдемократа | |
| 10                                                                 | Локални избори у Босни и Херцеговини 2020. |                                            | Љубиша Ћосић      |                   |                  | Савез независних социјалдемократа | |

### Приједор
Тренутни градоначелник је Слободан Јавор.

### Требиње
Тренутни градоначелник је Мирко Ћурић.

### Дервента
Тренутни градоначелник је Милорад Симић.

## Општине

### Берковићи
Тренутни начелник је Бојан Самарџић.
      Српска демократска странка
| Ред                                                        | Начелник                                   | Начелник | Начелник        | Почетак           | Крај  | Странка                    | Напомена |
| ---------------------------------------------------------- | ------------------------------------------ | -------- | --------------- | ----------------- | ----- | -------------------------- | --- |
| Предсједници извршног одбора општине Столац 1992– 1997     |                                            |          |                 |                   |       |                            | |
| 1                                                          |                                            |          |                 | 31. октобар 1992. | 1997. | Српска демократска странка | Српска општина Столац са сједиштем у Берковићима, је конституисана 31. октобра, доношењем Закона о образовању Српске општине Столац. |
| 1                                                          |                                            |          |                 |                   |       | Српска демократска странка | Српска општина Столац са сједиштем у Берковићима, је конституисана 31. октобра, доношењем Закона о образовању Српске општине Столац. |
| Начелници Општине Српски Столац, (од 2005) Берковићи 1997- |                                            |          |                 |                   |       |                            | |
| 1 (2)                                                      |                                            |          |                 | 1997.             | 2000. | Српска демократска странка | 1997. су одржани први локални избори на територији Републике Српске. Начелник општине се није бирао директним путем. |
| 1 (2)                                                      | Локални избори у Босни и Херцеговини 1997. |          |                 |                   |       | Српска демократска странка | 1997. су одржани први локални избори на територији Републике Српске. Начелник општине се није бирао директним путем. |
| 2 (3)                                                      |                                            |          | Ранко Лучић     | 2000.             | 2004. | Српска демократска странка | Начелник општине се није бирао директним путем. |
| 2 (3)                                                      | Локални избори у Босни и Херцеговини 2000. |          | Ранко Лучић     |                   |       | Српска демократска странка | Начелник општине се није бирао директним путем. |
| 3 (4)                                                      |                                            |          | Ранко Лучић     | 2004.             | 2008. | Српска демократска странка | Начелник општине се први пут бирао директним путем. Уставни суд БиХ је 27. априла 2004. назив општине прогласио неуставним. Законом о измјенама Закона о територијалној организацији Републике Српске («Службени гласник Републике Српске», број: 103/05), Народна скупштина Републике Српске је назив општине промијенила у Берковићи. |
| 3 (4)                                                      | Локални избори у Босни и Херцеговини 2004. |          | Ранко Лучић     |                   |       | Српска демократска странка | Начелник општине се први пут бирао директним путем. Уставни суд БиХ је 27. априла 2004. назив општине прогласио неуставним. Законом о измјенама Закона о територијалној организацији Републике Српске («Службени гласник Републике Српске», број: 103/05), Народна скупштина Републике Српске је назив општине промијенила у Берковићи. |
| 4 (5)                                                      |                                            |          | Ранко Лучић     | 2008.             | 2012. | Српска демократска странка | Трећи мандат. |
| 4 (5)                                                      | Локални избори у Босни и Херцеговини 2008. |          | Ранко Лучић     |                   |       | Српска демократска странка | Трећи мандат. |
| 5 (6)                                                      |                                            |          | Ненад Абрамовић | 2012.             | 2016. | Српска демократска странка | |
| 5 (6)                                                      | Локални избори у Босни и Херцеговини 2012. |          | Ненад Абрамовић |                   |       | Српска демократска странка | |
| 6 (7)                                                      |                                            |          | Ненад Абрамовић | 2016.             | 2020. | Српска демократска странка | Други мандат. |
| 6 (7)                                                      | Локални избори у Босни и Херцеговини 2016. |          | Ненад Абрамовић |                   |       | Српска демократска странка | Други мандат. |
| 7 (8)                                                      |                                            |          | Ненад Абрамовић | 2020.             |       | Српска демократска странка | Трећи мандат. |
| 7 (8)                                                      | Локални избори у Босни и Херцеговини 2020. |          | Ненад Абрамовић |                   |       | Српска демократска странка | Трећи мандат. |

### Билећа
Тренутни начелник је Веселин Вујовић.
      Српска демократска странка
      Савез независних социјалдемократа
| Ред                                                   | Начелник                                    | Начелник | Начелник         | Почетак | Крај  | Странка                           | Напомена |
| ----------------------------------------------------- | ------------------------------------------- | -------- | ---------------- | ------- | ----- | --------------------------------- | --- |
| Предсједници скупштине општине Билећа 1990– 1992      |                                             |          |                  |         |       |                                   | |
| 1                                                     |                                             |          |                  | 1990.   |       | Српска демократска странка        | |
| 1                                                     | Општи избори у СР Босни и Херцеговини 1990. |          |                  |         |       | Српска демократска странка        | |
| Предсједници извршног одбора општине Билећа 1992-1997 |                                             |          |                  |         |       |                                   | |
| 1 (2)                                                 |                                             |          |                  | 1992.   | 1997. | Српска демократска странка        | |
| 1 (2)                                                 |                                             |          |                  |         |       | Српска демократска странка        | |
| Начелници Општине Билећа 1997-                        |                                             |          |                  |         |       |                                   | |
| 1 (3)                                                 |                                             |          |                  | 1997.   | 2000. | Српска демократска странка        | 1997. су одржани први локални избори на територији Републике Српске. Начелник општине се није бирао директним путем. |
| 1 (3)                                                 | Локални избори у Босни и Херцеговини 1997.  |          |                  |         |       | Српска демократска странка        | 1997. су одржани први локални избори на територији Републике Српске. Начелник општине се није бирао директним путем. |
| 2 (4)                                                 |                                             |          |                  | 2000.   | 2004. | Српска демократска странка        | |
| 2 (4)                                                 | Локални избори у Босни и Херцеговини 2000.  |          |                  |         |       | Српска демократска странка        | |
| 3 (5)                                                 |                                             |          | Миладин Самарџић | 2004.   | 2008. | Српска демократска странка        | Начелник општине се први пут бирао директним путем.                                                                  |
| 3 (5)                                                 | Локални избори у Босни и Херцеговини 2004.  |          | Миладин Самарџић |         |       | Српска демократска странка        | Начелник општине се први пут бирао директним путем.                                                                  |
| 4 (6)                                                 |                                             |          | Славко Бекан     | 2008.   | 2012. | Савез независних социјалдемократа | |
| 4 (6)                                                 | Локални избори у Босни и Херцеговини 2008.  |          | Славко Бекан     |         |       | Савез независних социјалдемократа | |
| 5 (7)                                                 |                                             |          | Миљан Алексић    | 2012.   | 2016. | Савез независних социјалдемократа | |
| 5 (7)                                                 | Локални избори у Босни и Херцеговини 2012.  |          | Миљан Алексић    |         |       | Савез независних социјалдемократа | |
| 6 (8)                                                 |                                             |          | Миљан Алексић    | 2016.   | 2020. | Савез независних социјалдемократа | Други мандат. |
| 6 (8)                                                 | Локални избори у Босни и Херцеговини 2016.  |          | Миљан Алексић    |         |       | Савез независних социјалдемократа | Други мандат. |
| 7 (9)                                                 |                                             |          | Веселин Вујовић  | 2020.   |       | Српска демократска странка        | |
| 7 (9)                                                 | Локални избори у Босни и Херцеговини 2020.  |          | Веселин Вујовић  |         |       | Српска демократска странка        | |

### Братунац
Тренутни начелник је Лазар Продановић.
      Српска демократска странка
      Савез независних социјалдемократа
      Независни кандидат
| Ред                                                      | Начелник                                   | Начелник | Начелник           | Почетак | Крај         | Странка                                                                          | Напомена |
| -------------------------------------------------------- | ------------------------------------------ | -------- | ------------------ | ------- | ------------ | -------------------------------------------------------------------------------- | --- |
| Предсједници извршног одбора општине Братунац 1992– 1997 |                                            |          |                    |         |              |                                                                                  | |
| 1                                                        |                                            |          | Србислав Давидовић | 1992.   | 1997.        | Српска демократска странка                                                       | Након интеграције општине Братунац у уставно-правни систем Републике Српске, постаје први предсједник извршног вијећа општине Братунац.   |
| 1                                                        |                                            |          | Србислав Давидовић |         |              | Српска демократска странка                                                       | Након интеграције општине Братунац у уставно-правни систем Републике Српске, постаје први предсједник извршног вијећа општине Братунац.   |
| Начелници Општине Братунац 1997-                         |                                            |          |                    |         |              |                                                                                  | |
| 1 (2)                                                    |                                            |          |                    | 1997.   | 2000.        | Српска демократска странка                                                       | 1997. су одржани први локални избори на територији Републике Српске. Начелник општине се није бирао директним путем.                      |
| 1 (2)                                                    | Локални избори у Босни и Херцеговини 1997. |          |                    |         |              | Српска демократска странка                                                       | 1997. су одржани први локални избори на територији Републике Српске. Начелник општине се није бирао директним путем.                      |
| 2 (3)                                                    |                                            |          | Миодраг Јосиповић  | 2000.   | 1. јун 2001. | Српска демократска странка                                                       | Начелник општине се није бирао директним путем. Начелника Јосиповића је 1. јуна 2001. године смијенио високи представник Волфганг Петрич. |
| 2 (3)                                                    | Локални избори у Босни и Херцеговини 2000. |          | Миодраг Јосиповић  |         |              | Српска демократска странка                                                       | Начелник општине се није бирао директним путем. Начелника Јосиповића је 1. јуна 2001. године смијенио високи представник Волфганг Петрич. |
| 3 (4)                                                    |                                            |          | Недељко Млађеновић | 2001.   | 2004.        | Српска демократска странка                                                       | Постављен на функцију начелника након смјене бившег начелника.                                                                            |
| 3 (4)                                                    |                                            |          | Недељко Млађеновић |         |              | Српска демократска странка                                                       | Постављен на функцију начелника након смјене бившег начелника.                                                                            |
| 4 (5)                                                    |                                            |          | Недељко Млађеновић | 2004.   | 2008.        | Српска демократска странка                                                       | Начелник општине се први пут бирао директним путем.                                                                                       |
| 4 (5)                                                    | Локални избори у Босни и Херцеговини 2004. |          | Недељко Млађеновић |         |              | Српска демократска странка                                                       | Начелник општине се први пут бирао директним путем.                                                                                       |
| 5 (6)                                                    |                                            |          | Недељко Млађеновић | 2008.   | 2012.        | Српска демократска странка                                                       | Трећи мандат. |
| 5 (6)                                                    | Локални избори у Босни и Херцеговини 2008. |          | Недељко Млађеновић |         |              | Српска демократска странка                                                       | Трећи мандат. |
| 6 (7)                                                    |                                            |          | Недељко Млађеновић | 2012.   | 2016.        | Српска демократска странка                                                       | Четврти мандат. |
| 6 (7)                                                    | Локални избори у Босни и Херцеговини 2012. |          | Недељко Млађеновић |         |              | Српска демократска странка                                                       | Четврти мандат. |
| 7 (8)                                                    |                                            |          | Недељко Млађеновић | 2016.   | 2020.        | Српска демократска странка (до 2018) Савез независних социјалдемократа (од 2018) | 2018. године напустио Српску демократску странку, а потом се учланио у СНСД.                                                              |
| 7 (8)                                                    | Локални избори у Босни и Херцеговини 2016. |          | Недељко Млађеновић |         |              | Српска демократска странка (до 2018) Савез независних социјалдемократа (од 2018) | 2018. године напустио Српску демократску странку, а потом се учланио у СНСД.                                                              |
| 8 (9)                                                    |                                            |          | Срђан Ранкић       | 2020.   | 2022.        | Независни кандидат (до 2022) Српски народни покрет (од 2022)                     | Опозван са мјеста начелника Братунца 2022. године.                                                                                        |
| 8 (9)                                                    | Локални избори у Босни и Херцеговини 2020. |          | Срђан Ранкић       |         |              | Независни кандидат (до 2022) Српски народни покрет (од 2022)                     | Опозван са мјеста начелника Братунца 2022. године.                                                                                        |
| 9 (10)                                                   |                                            |          | Лазар Продановић   | 2023.   |              | Савез независних социјалдемократа                                                | Ступио на мјесто начелника након побједе на ванредним изборима одржаним 2023. године.                                                     |
| 9 (10)                                                   |                                            |          | Лазар Продановић   |         |              | Савез независних социјалдемократа                                                | Ступио на мјесто начелника након побједе на ванредним изборима одржаним 2023. године.                                                     |

### Брод
Тренутни начелник је Зоран Видић.

### Вишеград
Тренутни начелник је Младен Ђуревић.

### Власеница
Тренутни начелник је Мирослав Краљевић.

### Вукосавље
Тренутни начелник је Борислав Ракић.

### Гацко
Тренутни начелник је Огњен Милинковић.

### Градишка
Тренутни начелник је Зоран Аџић.

### Доњи Жабар
Тренутни начелник је Перо Павловић.

### Источна Илиџа
Тренутни начелник је Маринко Божовић.
      Српска демократска странка
| Ред                                                           | Начелник                                    | Начелник | Начелник           | Почетак          | Крај             | Странка                    | Напомена |
| ------------------------------------------------------------- | ------------------------------------------- | -------- | ------------------ | ---------------- | ---------------- | -------------------------- | --- |
| Предсједници скупштине општине Илиџа 1990–1992                |                                             |          |                    |                  |                  |                            | |
| 1                                                             |                                             |          | Радомир Кезумовић  | 1990.            | 10. јануар 1992. | Српска демократска странка | Изабран је за предсједника скупштине општине Илиџа на првим вишестраначким изборима 1990. године, а 10. јануара, након што је скупштина општине Илиџа интегрисана у уставно-правни поредак Републике Српске, остаје на тој функцији. |
| 1                                                             | Општи избори у СР Босни и Херцеговини 1990. |          | Радомир Кезумовић  |                  |                  | Српска демократска странка | Изабран је за предсједника скупштине општине Илиџа на првим вишестраначким изборима 1990. године, а 10. јануара, након што је скупштина општине Илиџа интегрисана у уставно-правни поредак Републике Српске, остаје на тој функцији. |
| Предсједници извршног одбора општине Илиџа 1992– 1997         |                                             |          |                    |                  |                  |                            | |
| 1 (2)                                                         |                                             |          | Радомир Кезумовић  | 10. јануар 1992. | април 1992.      | Српска демократска странка | 3. јануарa 1992. формирана је Српска општина Илиџа, која је 10. јануарa добила новог, старог предсједника извршног одбора. |
| 1 (2)                                                         |                                             |          | Радомир Кезумовић  |                  |                  | Српска демократска странка | 3. јануарa 1992. формирана је Српска општина Илиџа, која је 10. јануарa добила новог, старог предсједника извршног одбора. |
| 1                                                             |                                             |          | Недељко Прстојевић | април 1992.      | 12. март 1996.   | Српска демократска странка | Преузима функцију крајем априла 1992. године. |
| 1                                                             |                                             |          | Недељко Прстојевић |                  |                  | Српска демократска странка | Преузима функцију крајем априла 1992. године. |
| Предсједници Српске општине Илиџа 1996                        |                                             |          |                    |                  |                  |                            | |
| 1 (2)                                                         |                                             |          | Душан Шеховац      | 12. март 1996.   | 19. март 1996.   | Српска демократска странка | Ово именовање се односи на дио Српске општине Илиџа који улази у састав Федерације БиХ, на основу Дејтонског мировног споразума. |
| 1 (2)                                                         |                                             |          | Душан Шеховац      |                  |                  | Српска демократска странка | Ово именовање се односи на дио Српске општине Илиџа који улази у састав Федерације БиХ, на основу Дејтонског мировног споразума. |
| Начелници Општине Српска Илиџа, (од 2005) Источна Илиџа 1997- |                                             |          |                    |                  |                  |                            | |
| 1 (3)                                                         |                                             |          |                    | 1997.            | 2000.            | Српска демократска странка | Начелник општине се није бирао директним путем. |
| 1 (3)                                                         | Локални избори у Босни и Херцеговини 1997.  |          |                    |                  |                  | Српска демократска странка | Начелник општине се није бирао директним путем. |
| 2 (4)                                                         |                                             |          |                    | 2000.            | 2004.            | Српска демократска странка | Начелник општине се није бирао директним путем. |
| 2 (4)                                                         | Локални избори у Босни и Херцеговини 2000.  |          |                    |                  |                  | Српска демократска странка | Начелник општине се није бирао директним путем. |
| 3 (5)                                                         |                                             |          | Предраг Ковач      | 2004.            | 2008.            | Српска демократска странка | Начелник општине се први пут бирао директним путем. Уставни суд БиХ је 27. априла 2004. назив општине прогласио неуставним, након чега је Народна скупштина Републике Српске општини додијелила назив Касиндо, који је био у употреби врло кратко. Законом о измјенама Закона о територијалној организацији Републике Српске («Службени гласник Републике Српске», број: 103/05), Народна скупштина Републике Српске је назив општине промијенила у Источна Илиџа. |
| 3 (5)                                                         | Локални избори у Босни и Херцеговини 2004.  |          | Предраг Ковач      |                  |                  | Српска демократска странка | Начелник општине се први пут бирао директним путем. Уставни суд БиХ је 27. априла 2004. назив општине прогласио неуставним, након чега је Народна скупштина Републике Српске општини додијелила назив Касиндо, који је био у употреби врло кратко. Законом о измјенама Закона о територијалној организацији Републике Српске («Службени гласник Републике Српске», број: 103/05), Народна скупштина Републике Српске је назив општине промијенила у Источна Илиџа. |
| 4 (6)                                                         |                                             |          | Предраг Ковач      | 2008.            | 2012.            | Српска демократска странка | Други мандат. |
| 4 (6)                                                         | Локални избори у Босни и Херцеговини 2008.  |          | Предраг Ковач      |                  |                  | Српска демократска странка | Други мандат. |
| 5 (7)                                                         |                                             |          | Предраг Ковач      | 2012.            | 2015.            | Српска демократска странка | Прије истека мандата, поднио оставку на функцију начелника општине. |
| 5 (7)                                                         | Локални избори у Босни и Херцеговини 2012.  |          | Предраг Ковач      |                  |                  | Српска демократска странка | Прије истека мандата, поднио оставку на функцију начелника општине. |
| 6 (8)                                                         |                                             |          | Миљан Дамјановић   | 2015.            | 2016.            | Српска демократска странка | Замјеник начелника општине преузео функцију вршиоца дужности начелника општине. |
| 6 (8)                                                         | Вршилац дужности                            |          | Миљан Дамјановић   |                  |                  | Српска демократска странка | Замјеник начелника општине преузео функцију вршиоца дужности начелника општине. |
| 7 (9)                                                         |                                             |          | Маринко Божовић    | 2016.            | 2020.            | Српска демократска странка | |
| 7 (9)                                                         | Локални избори у Босни и Херцеговини 2016.  |          | Маринко Божовић    |                  |                  | Српска демократска странка | |
| 8 (10)                                                        |                                             |          | Маринко Божовић    | 2020.            |                  | Српска демократска странка | Други мандат |
| 8 (10)                                                        | Локални избори у Босни и Херцеговини 2020.  |          | Маринко Божовић    |                  |                  | Српска демократска странка | Други мандат |

### Источни Дрвар
Тренутни начелник је Милка Иванковић.

### Источни Мостар
Тренутни начелник је Божо Сјеран.

### Источни Стари Град
Тренутни начелник је Бојо Гашановић.
      Српска демократска странка
      Партија демократског прогреса
| Ред                                                                     | Начелник                                   | Начелник | Начелник         | Почетак           | Крај  | Странка                       | Напомена |
| ----------------------------------------------------------------------- | ------------------------------------------ | -------- | ---------------- | ----------------- | ----- | ----------------------------- | --- |
| Предсједници извршног одбора општине Стари Град 1992– 1997              |                                            |          |                  |                   |       |                               | |
| 1                                                                       |                                            |          | Коста Плакаловић | 22. фебруар 1992. | 1997. | Српска демократска странка    | Српска скупштина Општине Стари Град, је конституисана 22. фебруара 1992. године, када је изабрано и руководство општине. |
| 1                                                                       |                                            |          | Коста Плакаловић |                   |       | Српска демократска странка    | Српска скупштина Општине Стари Град, је конституисана 22. фебруара 1992. године, када је изабрано и руководство општине. |
| Начелници Општине Српски Стари Град, (од 2005) Источни Стари Град 1997- |                                            |          |                  |                   |       |                               | |
| 1 (2)                                                                   |                                            |          |                  | 1997.             | 2000. | Српска демократска странка    | 1997. су одржани први локални избори на територији Републике Српске. Начелник општине се није бирао директним путем. |
| 1 (2)                                                                   | Локални избори у Босни и Херцеговини 1997. |          |                  |                   |       | Српска демократска странка    | 1997. су одржани први локални избори на територији Републике Српске. Начелник општине се није бирао директним путем. |
| 2 (3)                                                                   |                                            |          |                  | 2000.             | 2004. | Српска демократска странка    | Начелник општине се није бирао директним путем. |
| 2 (3)                                                                   | Локални избори у Босни и Херцеговини 2000. |          |                  |                   |       | Српска демократска странка    | Начелник општине се није бирао директним путем. |
| 3 (4)                                                                   |                                            |          | Млађенка Драгаш  | 2004.             | 2008. | Партија демократског прогреса | Начелник општине се први пут бирао директним путем.Уставни суд БиХ је 27. априла 2004. назив општине прогласио неуставним. Законом о измјенама Закона о територијалној организацији Републике Српске («Службени гласник Републике Српске», број: 103/05), Народна скупштина Републике Српске је назив општине промијенила у Источни Стари Град. |
| 3 (4)                                                                   | Локални избори у Босни и Херцеговини 2004. |          | Млађенка Драгаш  |                   |       | Партија демократског прогреса | Начелник општине се први пут бирао директним путем.Уставни суд БиХ је 27. априла 2004. назив општине прогласио неуставним. Законом о измјенама Закона о територијалној организацији Републике Српске («Службени гласник Републике Српске», број: 103/05), Народна скупштина Републике Српске је назив општине промијенила у Источни Стари Град. |
| 4 (5)                                                                   |                                            |          | Бојо Гашановић   | 2008.             | 2012. | Српска демократска странка    | |
| 4 (5)                                                                   | Локални избори у Босни и Херцеговини 2008. |          | Бојо Гашановић   |                   |       | Српска демократска странка    | |
| 5 (6)                                                                   |                                            |          | Бојо Гашановић   | 2012.             | 2016. | Српска демократска странка    | Други мандат. |
| 5 (6)                                                                   | Локални избори у Босни и Херцеговини 2012. |          | Бојо Гашановић   |                   |       | Српска демократска странка    | Други мандат. |
| 6 (7)                                                                   |                                            |          | Бојо Гашановић   | 2016.             | 2020. | Српска демократска странка    | Трећи мандат. |
| 6 (7)                                                                   | Локални избори у Босни и Херцеговини 2016. |          | Бојо Гашановић   |                   |       | Српска демократска странка    | Трећи мандат. |
| 7 (8)                                                                   |                                            |          | Бојо Гашановић   | 2020.             |       | Српска демократска странка    | Четврти мандат. |
| 7 (8)                                                                   | Локални избори у Босни и Херцеговини 2020. |          | Бојо Гашановић   |                   |       | Српска демократска странка    | Четврти мандат. |

### Источно Ново Сарајево
Тренутни начелник је Јован Катић.
      Српска демократска странка
      Савез независних социјалдемократа
| Ред                                                                           | Начелник                                   | Начелник | Начелник               | Почетак          | Крај       | Странка                           | Напомена |
| ----------------------------------------------------------------------------- | ------------------------------------------ | -------- | ---------------------- | ---------------- | ---------- | --------------------------------- | --- |
| Предсједници извршног одбора општине Ново Сарајево 1992– 1997                 |                                            |          |                        |                  |            |                                   | |
| 1                                                                             |                                            |          | Бранко Радан           | 28. август 1992. | март 1993. | Српска демократска странка        | У организацији Повјереништва Српске општине Ново Сарајево, на чијем је челу био предсједник Предсједништва Републике Српске др Драган Ђокановић, 28. августа 1992. одржана је Скупштина Општине Српско Ново Сарајево коју су чинили одборници српске националности Скупштине, предратне сарајевске општине, Ново Сарајево, изабрани 1990. године, када је конституисан општински Извршни одбор.                                                                             |
| 1                                                                             |                                            |          | Бранко Радан           |                  |            | Српска демократска странка        | У организацији Повјереништва Српске општине Ново Сарајево, на чијем је челу био предсједник Предсједништва Републике Српске др Драган Ђокановић, 28. августа 1992. одржана је Скупштина Општине Српско Ново Сарајево коју су чинили одборници српске националности Скупштине, предратне сарајевске општине, Ново Сарајево, изабрани 1990. године, када је конституисан општински Извршни одбор.                                                                             |
| 2                                                                             |                                            |          | Милорад Катић          | март 1993.       | 1997.      | Српска демократска странка        | |
| 2                                                                             |                                            |          | Милорад Катић          |                  |            | Српска демократска странка        | |
| Начелници Општине Српско Ново Сарајево, (од 2005) Источно Ново Сарајево 1997- |                                            |          |                        |                  |            |                                   | |
| 1 (3)                                                                         |                                            |          |                        | 1997.            | 2000.      | Српска демократска странка        | 1997. су одржани први локални избори на територији Републике Српске. Начелник општине се није бирао директним путем. |
| 1 (3)                                                                         | Локални избори у Босни и Херцеговини 1997. |          |                        |                  |            | Српска демократска странка        | 1997. су одржани први локални избори на територији Републике Српске. Начелник општине се није бирао директним путем. |
| 2 (4)                                                                         |                                            |          | Славко Тошовић         | 2000.            | 2004.      | Српска демократска странка        | 2004. године га је са функције начелника општине Српско Ново Сарајево смијенио високи представник у БиХ Педи Ешдаун. |
| 2 (4)                                                                         | Локални избори у Босни и Херцеговини 2000. |          | Славко Тошовић         |                  |            | Српска демократска странка        | 2004. године га је са функције начелника општине Српско Ново Сарајево смијенио високи представник у БиХ Педи Ешдаун. |
| 3 (5)                                                                         |                                            |          | Милан Ковачевић        | 2004.            | 2008.      | Српска демократска странка        | Начелник општине се први пут бирао директним путем. Уставни суд БиХ је 27. априла 2004. назив општине прогласио неуставним, након чега је Народна скупштина Републике Српске општини додијелила назив Лукавица, који је био у употреби врло кратко. Законом о измјенама Закона о територијалној организацији Републике Српске («Службени гласник Републике Српске», број: 103/05), Народна скупштина Републике Српске је назив општине промијенила у Источно Ново Сарајево. |
| 3 (5)                                                                         | Локални избори у Босни и Херцеговини 2004. |          | Милан Ковачевић        |                  |            | Српска демократска странка        | Начелник општине се први пут бирао директним путем. Уставни суд БиХ је 27. априла 2004. назив општине прогласио неуставним, након чега је Народна скупштина Републике Српске општини додијелила назив Лукавица, који је био у употреби врло кратко. Законом о измјенама Закона о територијалној организацији Републике Српске («Службени гласник Републике Српске», број: 103/05), Народна скупштина Републике Српске је назив општине промијенила у Источно Ново Сарајево. |
| 4 (6)                                                                         |                                            |          | Гојко Драшковић — Мишо | 2008.            | 2012.      | Српска демократска странка        | |
| 4 (6)                                                                         | Локални избори у Босни и Херцеговини 2008. |          | Гојко Драшковић — Мишо |                  |            | Српска демократска странка        | |
| 5 (7)                                                                         |                                            |          | Љубиша Ћосић           | 2012.            | 2016.      | Савез независних социјалдемократа | |
| 5 (7)                                                                         | Локални избори у Босни и Херцеговини 2012. |          | Љубиша Ћосић           |                  |            | Савез независних социјалдемократа | |
| 6 (8)                                                                         |                                            |          | Љубиша Ћосић           | 2016.            | 2020.      | Савез независних социјалдемократа | Други мандат. |
| 6 (8)                                                                         | Локални избори у Босни и Херцеговини 2016. |          | Љубиша Ћосић           |                  |            | Савез независних социјалдемократа | Други мандат. |
| 7 (9)                                                                         |                                            |          | Јован Катић            | 2020.            |            | Савез независних социјалдемократа | |
| 7 (9)                                                                         | Локални избори у Босни и Херцеговини 2020. |          | Јован Катић            |                  |            | Савез независних социјалдемократа | |

### Језеро
Тренутни начелник је Снежана Ружичић.

### Калиновик
Тренутни начелник је Радомир Сладоје.

### Кнежево
Тренутни начелник је Горан Боројевић.

### Козарска Дубица
Тренутни начелник је Раденко Рељић.

### Костајница
Тренутни начелник је Никола Јањетовић.

### Котор Варош
Тренутни начелник је Зденко Сакан.

### Крупа на Уни
Тренутни начелник је Младен Кљајић.

### Купрес
Тренутни начелник је Гојко Шебез.

### Лакташи
Тренутни начелник је Мирослав Бојић.

### Лопаре
Тренутни начелник је Радо Савић.

### Љубиње
Тренутни начелник је Стево Драпић.

### Милићи
Тренутни начелник је Марко Савић.

### Модрича
Тренутни начелник је Јовица Радуловић.

### Мркоњић Град
Тренутни начелник је Драган Вођевић.

### Невесиње
Тренутни начелник је Миленко Авдаловић.

### Нови Град
Тренутни начелник је Мирослав Дрљача.

### Ново Горажде
Тренутни начелник је Мила Петковић.

### Осмаци
Тренутни начелник је Радан Сарић.

### Оштра Лука
Тренутни начелник је Драган Мастикоса.

### Пале
Тренутни начелник је Дејан Којић.
      Српска демократска странка
      Савез независних социјалдемократа
| Ред                                                 | Начелник                                    | Начелник | Начелник           | Почетак     | Крај        | Странка                           | Напомена |
| --------------------------------------------------- | ------------------------------------------- | -------- | ------------------ | ----------- | ----------- | --------------------------------- | --- |
| Предсједници скупштине општине Пале 1990– 1992      |                                             |          |                    |             |             |                                   | |
| 1                                                   |                                             |          | Слободан Ковачевић | 1990.       | април 1992. | Српска демократска странка        | Изабран је за предсједника скупштине општине Пале на првим вишестраначким изборима 1990. године, а 9. новембра, након што је формирана САО Романији, а општина Пале постала њен дио, остаје на тој функцији. |
| 1                                                   | Општи избори у СР Босни и Херцеговини 1990. |          | Слободан Ковачевић |             |             | Српска демократска странка        | Изабран је за предсједника скупштине општине Пале на првим вишестраначким изборима 1990. године, а 9. новембра, након што је формирана САО Романији, а општина Пале постала њен дио, остаје на тој функцији. |
| Предсједници извршног одбора општине Пале 1992-1997 |                                             |          |                    |             |             |                                   | |
| 1 (2)                                               |                                             |          | Здравко Чворо      | април 1992. | 1997.       | Српска демократска странка        | Након интеграције општине Пале у правни систем Републике Српске, постаје први предсједник извршног вијећа општине Пале.                                                                                      |
| 1 (2)                                               |                                             |          | Здравко Чворо      |             |             | Српска демократска странка        | Након интеграције општине Пале у правни систем Републике Српске, постаје први предсједник извршног вијећа општине Пале.                                                                                      |
| Начелници Општине Пале 1997-                        |                                             |          |                    |             |             |                                   | |
| 1 (3)                                               |                                             |          |                    | 1997.       | 2000.       | Српска демократска странка        | 1997. су одржани први локални избори на територији Републике Српске. Начелник општине се није бирао директним путем.                                                                                         |
| 1 (3)                                               | Локални избори у Босни и Херцеговини 1997.  |          |                    |             |             | Српска демократска странка        | 1997. су одржани први локални избори на територији Републике Српске. Начелник општине се није бирао директним путем.                                                                                         |
| 2 (4)                                               |                                             |          | Славко Кујунџић    | 2000.       | 2004.       | Српска демократска странка        | |
| 2 (4)                                               | Локални избори у Босни и Херцеговини 2000.  |          | Славко Кујунџић    |             |             | Српска демократска странка        | |
| 3 (5)                                               |                                             |          | Слободан Савић     | 2004.       | 2008.       | Српска демократска странка        | Начелник општине се први пут бирао директним путем. |
| 3 (5)                                               | Локални избори у Босни и Херцеговини 2004.  |          | Слободан Савић     |             |             | Српска демократска странка        | Начелник општине се први пут бирао директним путем. |
| 4 (6)                                               |                                             |          | Слободан Савић     | 2008.       | 2012.       | Српска демократска странка        | Други мандат. |
| 4 (6)                                               | Локални избори у Босни и Херцеговини 2008.  |          | Слободан Савић     |             |             | Српска демократска странка        | Други мандат. |
| 5 (7)                                               |                                             |          | Миодраг Ковачевић  | 2012.       | 2016.       | Српска демократска странка        | |
| 5 (7)                                               | Локални избори у Босни и Херцеговини 2012.  |          | Миодраг Ковачевић  |             |             | Српска демократска странка        | |
| 6 (8)                                               |                                             |          | Бошко Југовић      | 2016.       | 2020.       | Савез независних социјалдемократа | Први начелник општине Пале, који није из реда Српске демократске странке. |
| 6 (8)                                               | Локални избори у Босни и Херцеговини 2016.  |          | Бошко Југовић      |             |             | Савез независних социјалдемократа | Први начелник општине Пале, који није из реда Српске демократске странке. |
| 7 (9)                                               |                                             |          | Бошко Југовић      | 2020.       |             | Савез независних социјалдемократа | Други мандат. |
| 7 (9)                                               | Локални избори у Босни и Херцеговини 2020.  |          | Бошко Југовић      |             |             | Савез независних социјалдемократа | Други мандат. |

### Пелагићево
Тренутни начелник је Славко Тешић.

### Петровац
Тренутни начелник је Драго Ковачевић.

### Петрово
Тренутни начелник је Озрен Петковић.

### Прњавор
Тренутни начелник је Дарко Томаш.

### Рибник
Тренутни начелник је Небојша Караћ.

### Рогатица
Тренутни начелник је Милорад Јагодић.

### Рудо
Тренутни начелник је Драгољуб Богдановић.

### Соколац
Тренутни начелник је Страхиња Башевић.

### Србац
Тренутни начелник је Млађан Драгосављевић.

### Сребреница
Тренутни начелник је Младен Грујичић.
      Српска демократска странка
      Странка демократске акције
      Нестраначки кандидат
      Савез независних социјалдемократа
| Ред                                                       | Начелник                                   | Начелник | Начелник          | Почетак       | Крај        | Странка                           | Напомена |
| --------------------------------------------------------- | ------------------------------------------ | -------- | ----------------- | ------------- | ----------- | --------------------------------- | --- |
| Цивилни комесар за општину Српска Сребреница 1995– 1995   |                                            |          |                   |               |             |                                   | |
| 1                                                         |                                            |          | Мирослав Дероњић  | 11. јул 1995. | јесен 1995. | Српска демократска странка        | Након уласка српске војске у Сребреницу, успостављена је и цивилна власт, а указом предсједника Републике Српске од 11. јула 1995. Дероњић је постављен за цивилног комесара општине Српска Сребреница.       |
| 1                                                         |                                            |          | Мирослав Дероњић  |               |             | Српска демократска странка        | Након уласка српске војске у Сребреницу, успостављена је и цивилна власт, а указом предсједника Републике Српске од 11. јула 1995. Дероњић је постављен за цивилног комесара општине Српска Сребреница.       |
| Предсједници извршног одбора општине Сребреница 1995-1997 |                                            |          |                   |               |             |                                   | |
| 1 (2)                                                     |                                            |          | Миодраг Јакић     | јесен 1995.   | 1997.       | Српска демократска странка        | Након интеграције општине Сребреница у уставно-правни систем Републике Српске, постаје први предсједник извршног вијећа општине Сребреница.                                                                   |
| 1 (2)                                                     |                                            |          | Миодраг Јакић     |               |             | Српска демократска странка        | Након интеграције општине Сребреница у уставно-правни систем Републике Српске, постаје први предсједник извршног вијећа општине Сребреница.                                                                   |
| Начелници Општине Сребреница 1997-                        |                                            |          |                   |               |             |                                   | |
| 1 (3)                                                     |                                            |          | Станко Ракић      | 1997.         | 2000.       | Српска демократска странка        | 1997. су одржани први локални избори на територији Републике Српске. Начелник општине се није бирао директним путем.                                                                                          |
| 1 (3)                                                     | Локални избори у Босни и Херцеговини 1997. |          | Станко Ракић      |               |             | Српска демократска странка        | 1997. су одржани први локални избори на територији Републике Српске. Начелник општине се није бирао директним путем.                                                                                          |
| 2 (4)                                                     |                                            |          | Шефкет Хафизовић  | 2000.         | 2004.       | Странка демократске акције        | Начелник општине се није бирао директним путем. Начелник је постављен из реда муслиманског народа, јер је већину гласова добила Коалиција за цјеловиту и демократску БиХ, састављена од муслиманских странки. |
| 2 (4)                                                     | Локални избори у Босни и Херцеговини 2000. |          | Шефкет Хафизовић  |               |             | Странка демократске акције        | Начелник општине се није бирао директним путем. Начелник је постављен из реда муслиманског народа, јер је већину гласова добила Коалиција за цјеловиту и демократску БиХ, састављена од муслиманских странки. |
| 3 (5)                                                     |                                            |          | Абдурахман Малкић | 2004.         | 2008.       | Странка демократске акције        | Начелник општине се први пут бирао директним путем. |
| 3 (5)                                                     | Локални избори у Босни и Херцеговини 2004. |          | Абдурахман Малкић |               |             | Странка демократске акције        | Начелник општине се први пут бирао директним путем. |
| 4 (6)                                                     |                                            |          | Осман Суљић       | 2008.         | 2012.       | Странка демократске акције        | Изабран као кандидат савеза СДА и Стране за БиХ. |
| 4 (6)                                                     | Локални избори у Босни и Херцеговини 2008. |          | Осман Суљић       |               |             | Странка демократске акције        | Изабран као кандидат савеза СДА и Стране за БиХ. |
| 5 (7)                                                     |                                            |          | Ћамил Дураковић   | 2012.         | 2016.       | Нестраначка личност               | Изабран испред коалиције муслиманских партија, као нестраначка личност. |
| 5 (7)                                                     | Локални избори у Босни и Херцеговини 2012. |          | Ћамил Дураковић   |               |             | Нестраначка личност               | Изабран испред коалиције муслиманских партија, као нестраначка личност. |
| 6 (8)                                                     |                                            |          | Младен Грујичић   | 2016.         | 2020.       | Савез независних социјалдемократа | Први начелник општине Сребреница, из реда српског народа, након избора из 1997. године. Изабран испред коалиције свих српских странака у Сребреници.                                                          |
| 6 (8)                                                     | Локални избори у Босни и Херцеговини 2016. |          | Младен Грујичић   |               |             | Савез независних социјалдемократа | Први начелник општине Сребреница, из реда српског народа, након избора из 1997. године. Изабран испред коалиције свих српских странака у Сребреници.                                                          |
| 7 (9)                                                     |                                            |          | Младен Грујичић   | 2020.         |             | Савез независних социјалдемократа | Други мандат. |
| 7 (9)                                                     | Локални избори у Босни и Херцеговини 2020. |          | Младен Грујичић   |               |             | Савез независних социјалдемократа | Други мандат. |

### Станари
Тренутни начелник је Радојица Ћелић.

### Теслић
Тренутни начелник је Милан Миличевић.

### Трново
Тренутни начелник је Драгомир Гаговић.

### Угљевик
Тренутни начелник је Драган Гајић.

### Фоча
Тренутни начелник је Милан Вукадиновић.

### Хан Пијесак
Тренутни начелник је Слободан Ђурић.

### Чајниче
Тренутни начелник је Горан Караџић.

### Челинац
Тренутни начелник је Владо Глигорић.

### Шамац
Тренутни начелник је Ђорђе Милићевић.

### Шековићи
Тренутни начелник је Миладин Лазић.

### Шипово
Тренутни начелник је Милан Ковач.

## Бивше општине

### Општине укинуте до1996. године
Према закону о територијалној организацији и локалној самоуправи Републике Српске из 1994. општине које су егзистирале на територији Републике Српске до Дејтонског мировног споразума су:

#### Бихаћ
Српска демократска странка
| Ред                                                    | Начелник | Начелник | Начелник     | Почетак | Крај  | Странка                    | Напомена                                                                                                   |
| ------------------------------------------------------ | -------- | -------- | ------------ | ------- | ----- | -------------------------- | --- |
| Предсједници извршног одбора општине Бихаћ 1991.–1996. |          |          |              |         |       |                            | |
| 1                                                      |          |          | Стево Беслач | 1991.   | 1996. | Српска демократска странка | Конститутивна сједница Скупштине Српске општине Бихаћ је одржана 28. децембра 1991. године у селу Притока. |

#### Вогошћа
Српска демократска странка
| Ред                                                      | Начелник | Начелник | Начелник        | Почетак     | Крај              | Странка                    | Напомена |
| -------------------------------------------------------- | -------- | -------- | --------------- | ----------- | ----------------- | -------------------------- | --- |
| Предсједници извршног одбора општине Вогошћа 1992.–1996. |          |          |                 |             |                   |                            | |
| 1                                                        |          |          | Светозар Станић | април 1992. | јесен 1992.       | Српска демократска странка | Током мјесеца априла 1992. године проглашена је Српска општина Вогошћа.                                       |
| 1                                                        |          |          | Светозар Станић |             |                   | Српска демократска странка | Током мјесеца априла 1992. године проглашена је Српска општина Вогошћа.                                       |
| 1                                                        |          |          | Рајко Копривица | јесен 1992. | 23. фебруар 1996. | Српска демократска странка | На функцији је остао службено до 23. фебруара 1996. када је општина Вогошћа интегрисана у правни систем ФБиХ. |

#### Србобран
Српска демократска странка
| Ред                                                       | Начелник | Начелник | Начелник         | Почетак | Крај  | Странка                    | Напомена |
| --------------------------------------------------------- | -------- | -------- | ---------------- | ------- | ----- | -------------------------- | --- |
| Предсједници извршног одбора општине Србобран 1992.–1996. |          |          |                  |         |       |                            | |
| 1                                                         |          |          | Недељко Нинковић | 1992.   | 1996. | Српска демократска странка | Након интегрисања општине Доњи Вакуф у правни систем Републике Српске, име општине је промијењено у Србобран. |

#### Завидовићи
Српска демократска странка
| Ред                                                         | Начелник | Начелник | Начелник          | Почетак | Крај  | Странка                    | Напомена |
| ----------------------------------------------------------- | -------- | -------- | ----------------- | ------- | ----- | -------------------------- | --- |
| Предсједници извршног одбора општине Завидовићи 1992.–1996. |          |          |                   |         |       |                            | |
| 1                                                           |          |          | Стојко Благојевић | 1992.   | 1996. | Српска демократска странка | Са циљем да у тешкој војно-политичкој ситуацији организује што нормалнији живот, у прољеће 1992. године је консолидована власт Српске општине Завидовићи. |

#### Илијаш
Српска демократска странка
| Ред                                                   | Начелник                                    | Начелник | Начелник   | Почетак | Крај              | Странка                    | Напомена |
| ----------------------------------------------------- | ------------------------------------------- | -------- | ---------- | ------- | ----------------- | -------------------------- | --- |
| Предсједници скупштине општине Илијаш 1990–1992       |                                             |          |            |         |                   |                            | |
| 1                                                     |                                             |          | Ратко Аџић | 1990.   | 1992.             | Српска демократска странка | Изабран је за предсједника скупштине општине Илијаш на првим вишестраначким изборима 1990. године, а 24. децембра, након што је скупштина општине Илијаш изгласала придруживање САО Романији, остаје на тој функцији. |
| 1                                                     | Општи избори у СР Босни и Херцеговини 1990. |          | Ратко Аџић |         |                   | Српска демократска странка | Изабран је за предсједника скупштине општине Илијаш на првим вишестраначким изборима 1990. године, а 24. децембра, након што је скупштина општине Илијаш изгласала придруживање САО Романији, остаје на тој функцији. |
| Предсједници извршног одбора општине Илијаш 1992-1996 |                                             |          |            |         |                   |                            | |
| 1 (2)                                                 |                                             |          | Ратко Аџић | 1992.   | 29. фебруар 1996. | Српска демократска странка | Након интеграције општине Илијаш у правни систем Републике Српске, постаје први предсједник извршног вијећа општине Илијаш.                                                                                           |

#### Олово
Српска демократска странка
| Ред                                                    | Начелник | Начелник | Начелник      | Почетак | Крај  | Странка                    | Напомена |
| ------------------------------------------------------ | -------- | -------- | ------------- | ------- | ----- | -------------------------- | -------- |
| Предсједници извршног одбора општине Олово 1992.–1996. |          |          |               |         |       |                            |          |
| 1                                                      |          |          | Милован Жугић | 1992.   | 1996. | Српска демократска странка |          |

#### Рајловац
Српска демократска странка
| Ред                                                     | Начелник | Начелник | Начелник   | Почетак       | Крај              | Странка                    | Напомена |
| ------------------------------------------------------- | -------- | -------- | ---------- | ------------- | ----------------- | -------------------------- | --- |
| Предсједници извршног одбора општине Рајловац 1992–1996 |          |          |            |               |                   |                            | |
| 1                                                       |          |          | Јово Божић | 11. мај 1992. | 25. фебруар 1996. | Српска демократска странка | На плебисциту одржаном у новембру 1991. године 1.600 Срба гласало је за формирање Општине Рајловца и отцјепљење од општине Нови Град. Општина Рајловац са сједиштем у Рајловцу је формирана 11. маја 1992. године. |

#### Хаџићи
Српска демократска странка
| Ред                                                   | Начелник | Начелник | Начелник    | Почетак         | Крај          | Странка                    | Напомена                                                                                                  |
| ----------------------------------------------------- | -------- | -------- | ----------- | --------------- | ------------- | -------------------------- | --- |
| Предсједници извршног одбора општине Хаџићи 1992–1996 |          |          |             |                 |               |                            | |
| 1                                                     |          |          | Ратко Радић | 11. април 1992. | 6. март 1996. | Српска демократска странка | Скупштина српског народа општине Хаџићи на сједници од 11. априла 1992. конституисала је органе и тијела. |

#### Центар (Сарајево)
Српска демократска странка
| Ред                                                   | Начелник | Начелник | Начелник           | Почетак       | Крај           | Странка                    | Напомена |
| ----------------------------------------------------- | -------- | -------- | ------------------ | ------------- | -------------- | -------------------------- | --- |
| Предсједници извршног одбора општине Центар 1992–1996 |          |          |                    |               |                |                            | |
| 1                                                     |          |          | Мирослав Крајишник | 1992.         | 28. јун 1992.  | Српска демократска странка | Вршио функцију предсједника извршног одбора Српске општине Центар, до службеног формирања општине.                                |
| 1                                                     |          |          | Мирослав Крајишник |               |                | Српска демократска странка | Вршио функцију предсједника извршног одбора Српске општине Центар, до службеног формирања општине.                                |
| 2                                                     |          |          | Лука Петровић      | 28. јун 1992. | 19. март 1996. | Српска демократска странка | 28. јунa 1992. службено је формирана Српска општина Центар, која је истог дана добила новог предсједника извршног одбора општине. |

### Општине укинуте у периоду након1996. године.
Општине које су егзистирале на територији Републике Српске након потписивања Дејтонског мировног споразума, али данас не постоје су:

#### Скелани
Српска демократска странка
| Ред                                                    | Начелник                                   | Начелник | Начелник     | Почетак        | Крај  | Странка                    | Напомена |
| ------------------------------------------------------ | ------------------------------------------ | -------- | ------------ | -------------- | ----- | -------------------------- | --- |
| Предсједници извршног одбора општине Скелани 1992–1997 |                                            |          |              |                |       |                            | |
| 1                                                      |                                            |          | Дане Катанић | 4. април 1992. | 1997. | Српска демократска странка | Српска општина Скелани је формирана 4. априла 1992. године, када је формиран извршни одбор општине и изабран предсједник. Закон о образовању Српске општине Скелани је усвојен 11. августа 1992. |
| 1                                                      |                                            |          | Дане Катанић |                |       | Српска демократска странка | Српска општина Скелани је формирана 4. априла 1992. године, када је формиран извршни одбор општине и изабран предсједник. Закон о образовању Српске општине Скелани је усвојен 11. августа 1992. |
| Начелници Општине Скелани 1997-                        |                                            |          |              |                |       |                            | |
| 1 (2)                                                  |                                            |          |              | 1997.          | 2000. | Српска демократска странка | 1997. су одржани први локални избори на територији Републике Српске. Начелник општине се није бирао директним путем. Одлуком Високог представника из 2000. године о општини Сребреница, којом се поништава Закон о оснивању Српске општине Скелани, општина Скелани је припојена општини Сребреница. |
| 1 (2)                                                  | Локални избори у Босни и Херцеговини 1997. |          |              |                |       | Српска демократска странка | 1997. су одржани први локални избори на територији Републике Српске. Начелник општине се није бирао директним путем. Одлуком Високог представника из 2000. године о општини Сребреница, којом се поништава Закон о оснивању Српске општине Скелани, општина Скелани је припојена општини Сребреница. |